# Економіка Таджикистану
Економіка Таджикистану має індустріально-аграрний характер. На початку 21 ст. Таджикистан має одну з найслабших економік Центральної Азії. Основні галузі промисловості: гірнича, хімічна, бавовняна, металовиробна, машинобудівна. Транспорт головним чином автомобільний. Залізниці з'єднують північні і південні райони країни з сусідніми районами Узбекистану. Головний аеропорт країни знаходиться в Душанбе; є також аеропорт в Худжанді.

## Історія
Економіка Таджикистану тривалий час була складовою частиною адміністративно-командної економічної системи СРСР. Державі належали практично всі засоби виробництва, майже всі форми приватного підприємництва знаходилися під забороною. У кінці радянського періоду Таджикистан почав робити перші кроки на шляху до ринкової економіки.
Історично Таджикистан був переважно аграрною країною. Хоч в радянський час розвивалася промисловість, провідним залишилося сільськогосподарське виробництво. Наприкінці 1980-х років сільськогосподарські угіддя займали бл. 1/3 території республіки. Основними виробничими одиницями були колгоспи і радгоспи, однак більшу частину фруктів і овочів давали присадибні ділянки. Колгоспи і радгоспи збереглися і після проголошення незалежності, лише невелика частина господарств була приватизована. Радгоспи орієнтовані г.ч. на бавовництво. У 1990 збір бавовни-сирцю становив майже 850 тис. т, однак в умовах політичної і економічної кризи на початку 1990-х років виробництво всіх видів сільськогосподарської продукції різко скоротилося. Основні райони бавовництва — Ферганська, Вахшська, Гіссарська долини. Крім того, тут розводять виноград, лимони, дині. Розширення посівів бавовни в радянський період відбувалося за рахунок скорочення посівів продовольчих культур. Вище в горах вирощують зернові, картоплю, тютюн. Деякі колгоспи і радгоспи спеціалізуються на скотарстві (велика рогата худоба, вівці, кози, свині) і птахівництві.
За даними [Index of Economic Freedom, The Heritage Foundation, U.S.A. 2001]: ВВП — $ 2,1 млрд. Темп зростання ВВП — 8,2%. ВВП на душу населення — $345. Прямі закордонні інвестиції — $ 1,6 млн. Імпорт — $ 49 млн. (г.ч. Нідерланди— 31,9%; Узбекистан— 28,6%; Швейцарія— 19,6%; Росія— 9,2%; Казахстан— 1,7%). Експорт (алюміній, бавовна) — $ 40,4 млн. (г.ч. країни СНД — 32,8%). У 1997 на частку країн СНД припадало 40% експорту і 63% імпорту Таджикистану.

## Промисловість
Найбільші промислові центри Таджикистану —Душанбе і Худжанд. Виділяється також промислова зона на південному заході країни. Найрозвиненіша легка промисловість, пов'язана в основному з переробкою сировини: бавовняна, шовкова, килимоткацька, швейна і трикотажна, а також різноманітна харчова. Важка промисловість спеціалізується на випуску електротехнічного обладнання, верстатів і будівельних матеріалів. Налагоджене виробництво обладнання для текстильної промисловості. Розвинені також кольорова металургія і хімічна промисловість. У Таджикистані добуваються буре вугілля, нафта, природний газ, олово, молібден і ртуть.

## Енергетика
Основу енергетики Таджикистану складають ГЕС, розташовані в основному на ріках Вахш, Пяндж і Сирдар'я. Найбільші ГЕС — Нурецька, Рогунська і Байпазинська ГЕС, Кайраккумська. ТЕЦ країни працюють головним чином на бурому вугіллі. За рахунок власної енергетичної бази задовольняється лише 50% потреб країни. Багато які селища досі не забезпечені електрикою. Постачання енергоносіїв з Узбекистану в останні роки неодноразово уривалося через заборгованість Таджикистану. Виробництво електроенергії — 17,5 млрд кВт·год (1991). Під час громадянської війни 1990-х років багато які електростанції Таджикистану були виведені з ладу, і виробництво електроенергії скоротилося більш ніж на 70%. Виробництво електроенергії у 2015 році становило 16,98 млрд кВт·год.